# Un covo di vipere
Un covo di vipere è un romanzo giallo di Andrea Camilleri con protagonista il commissario Montalbano che è stato pubblicato nel mese di giugno 2013 dalla casa editrice Sellerio.

## Trama

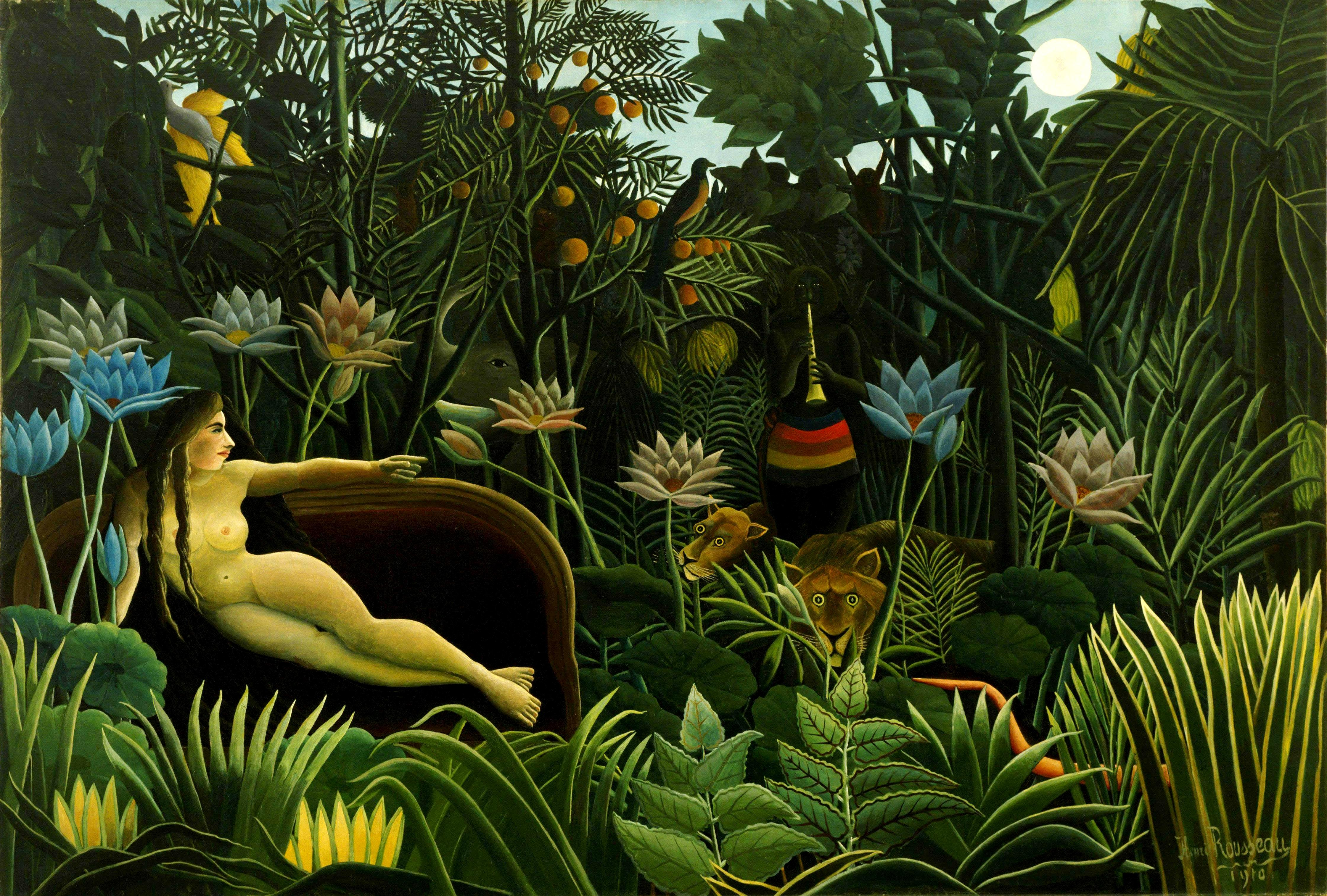
Rousseau il Doganiere: Il sogno, (1910) Museum of Modern Art di New York

Ancora una volta all'inizio del romanzo il lettore assiste ad un sogno di Montalbano dove il commissario e la sua fidanzata Livia si trovano in uno strano Giardino dell'Eden che ricorda un quadro di Rousseau il Doganiere. Il sogno è interrotto dal risveglio di Montalbano alle prime luci dell'alba ma questa volta non è la solita telefonata di Catarella, centralinista del commissariato di Vigata, che concitatamente e nella strampalata lingua sua propria, annuncia al commissario il ritrovamento di un morto. Il sonno di Montalbano è stato invece interrotto dal vicino cinguettare di un usignolo: un canto insolito per il tempo e il luogo tanto che il commissario incuriosito si alza per vedere l'uccellino e scopre di essersi ingannato. Non era un usignolo ma un barbone che fischiettava e che, interpellato dal commissario, gli racconta, esprimendosi in un italiano perfetto, che per ripararsi dal forte temporale della notte trascorsa si era rifugiato nella veranda del villino. Il commissario continuerebbe a chiacchierare con lo strano e interessante personaggio ma il dovere lo chiama in Commissariato dove Catarella lo informa che si è verificato un assassinio.
La vittima è il ragionier Cosimo Barletta, ucciso con un colpo di rivoltella alla nuca. Il movente dell'omicidio sembra incomprensibile: il ragioniere aveva casa in paese e al mare, nel villino dove è stato ritrovato cadavere e dove non appare alcuna traccia di effrazione. Cosimo Barletta, vedovo e padre di Arturo e Giovanna, conduceva un'apparente vita tranquilla da benestante; almeno così sembra sino a quando non si scoprono nel doppio fondo di un cassetto di una scrivania foto e lettere che rivelano una personalità equivoca. I figli affermano poi che il padre non era quell'esemplare di onestà che appariva ed essi sono sicuri che aveva lasciato un testamento che però è scomparso. 
Proprio al culmine delle indagini, arriva da Montalbano la sua fidanzata Livia che gli racconta di conoscere Mario, lo strano vagabondo di cui vorrebbe scoprire gli avvenimenti che lo hanno portato a vivere come un emarginato.
Alla fine il commissario arriverà alla soluzione dei misteri ma gli apparirà una verità che forse avrebbe preferito non scoprire.

## Edizioni
- Andrea Camilleri, Un covo di vipere, Prima ed., collana La memoria, Sellerio Editore, 2013,  pagg.304, ISBN 88-389-3053-8.